# 埃爾莫爾鎮區 (印地安納州戴維斯縣)
埃爾莫爾鎮區（英語：Elmore Township）是位於美國印地安納州戴維斯縣的一個行政鎮區。

## 地方資料
根據2010年美國人口普查的數據，埃爾莫爾鎮區的面積為91.50平方千米，當中陸地面積為90.60平方千米，而水域面積為0.90平方千米。當地共有人口1113人，而人口密度為每平方千米12.16人。